# Tour de Lombardie 1963
La 57e édition du Tour de Lombardie a eu lieu le 19 octobre 1963. Le parcours s'est déroulé entre Milan et Côme sur une distance de 266 kilomètres. La course a été remportée par le coureur néerlandais Jo de Roo, déjà vainqueur de l'édition précédente.

## Classement final
| Place | Coureur          | Équipe         | Temps           |
| ----- | ---------------- | -------------- | --------------- |
| 1     | Jo de Roo        | Saint Raphaël  | 7 h 05 min 30 s |
| 2     | Adriano Durante  | Legnano        | m.t.            |
| 3     | Michele Dancelli | Molteni        | m.t.            |
| 4     | Willy Bocklant   | Faema-Flandria | m.t.            |
| 5     | Italo Zilioli    | Carpano        | m.t.            |
| 6     | Angelo Conterno  | Carpano        | m.t.            |
| 7     | Guido De Rosso   | Molteni        | m.t.            |
| 8     | Aldo Moser       | San Pellegrino | m.t.            |
| 9     | Luigi Maserati   | Gazzola        | m.t.            |
| 10    | Tom Simpson      | Peugeot        | à 1 min 49 s    |